# 昂热区
昂热区（法語：Arrondissement d'Angers）是法国曼恩-卢瓦尔省所辖的一个区。总面积1740.7平方公里，总人口386382，人口密度222人/平方公里（2018年）。主要城镇为昂热。

## 辖区
昂热区辖有66个市镇。